# Clidastes
 Clidastes  ist eine Gattung der Mosasaurier aus der frühen Oberkreide. 
Den Gattungsnamen (gr. kleidoo „blockieren“, „versperren“ -astes „Person, die eine Tätigkeit durchführt“) wählte Cope 1868 in seiner Erstbeschreibung wegen des Zapfengelenks der Wirbelknochen aus Zygosphen und Zygantrum, das sonst typisch für Schlangen ist und die vertikale Biegung der Wirbelsäule begrenzen hilft.

## Merkmale

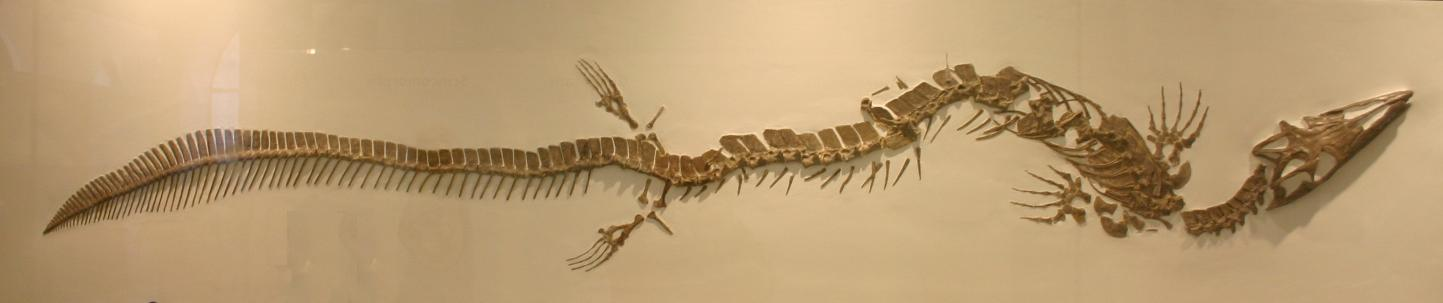
Fossil von Clidastes liodontus

Die Merkmale von Clidastes stimmen unter allen Mosasauriern am deutlichsten mit denen der landlebenden Schuppenkriechtiere überein. Mit einer Maximallänge von vier Metern war er einer der kleineren Mosasaurier. Sein Schwanz erreichte nur 42 % der Körperlänge und war damit der kürzeste relativ zur Körperlänge. Auf der Oberseite seines letzten Teils befand sich eine gut entwickelte, niedrige, dreieckige Schwanzflosse. Der Schädel war kurz, er hatte mehr Zähne als alle anderen Mosasaurier. Seine Knochendichte war gering.
Eine phylogenetische Analyse zeigt, dass Clidastes die Schwesterart eines gemeinsamen Taxons von Plotosaurus und Mosasaurus ist.

## Lebensweise
Möglicherweise lebte er küstennah im Western Interior Seaway und ernährte sich von kleinen Fischen und Kopffüßern. Haizähne in Fossilien von Clidastes zeigen, dass er von Haien gejagt wurde. In einem Fossil von Tylosaurus proriger, das in South Dakota gefunden wurde, befand sich ein gefressener Clidastes.